# Innes Ireland
Robert McGregor Innes Ireland (1930. június 12. – 1993. október 22.) brit autóversenyző, volt Formula–1-es pilóta.

## Pályafutása
26 éves korában kezdett el versenyezni, amikor vett magának egy Lotus XI sportautót. Nagyszerű formájának köszönhetően 1959-ben a Lotus főnöke Colin Chapman leigazolta a Formula–1-es csapatába. A Lotus 16-os azonban rendre cserbenhagyta. 1960-ban a Lotus 18-sal versenyezve, a szezonnyitó argentin nagydíjon, eltört a sebességváltója és két másodpercen múlott a futamgyőzelme. Az 1961-es évad utolsó versenyén győzni tudott. A következő évben a csapat azonban már a fiatal Jim Clark-ot szerződtette. Ebben az évben egy magánerőből benevezett Lotussal indult, de nem sok sikerrel. 1963-ban és 1964-ben a British Racing Partnership színeiben versenyzett, a csapat saját karosszériája azonban nem volt a legtökéletesebb. Utoljára a Reg Parnell Racing Lotus csapatában szerepelt.
1993-ban rákban halt meg, nem sokkal az után, hogy átvette a Brit Autóversenyzők Klubjának irányítását.

## Teljes Formula–1-es eredménysorozata
(Táblázat értelmezése)

(Félkövér: pole-pozícióból indult; dőlt: leggyorsabb kört futott) 

| Év   | Csapat                     | 1      | 2      | 3      | 4      | 5      | 6      | 7      | 8      | 9      | 10     | Helyezés | Pont |
| ---- | -------------------------- | ------ | ------ | ------ | ------ | ------ | ------ | ------ | ------ | ------ | ------ | -------- | ---- |
| 1959 | Lotus                      | MON    | 500    | NED 4  | FRA Ki | GBR    | GER Ki | POR Ki | ITA Ki | USA 5  |        | 14.      | 5    |
| 1960 | Lotus                      | ARG 6  | MON 9  | 500    | NED 2  | BEL Ki | FRA 7  | GBR 3  | POR 6  | ITA    | USA 2  | 4.       | 18   |
| 1961 | Lotus                      | MON Ni | NED    | BEL Ki | FRA 4  | GBR 10 | GER Hn | ITA Ki | USA 1  |        |        | 6.       | 12   |
| 1962 | BRP (Lotus)                | NED Ki | MON Ki | BEL Ki | FRA Ki | GBR 16 | GER    | ITA Ki | USA 8  | RSA 5  |        | 16.      | 2    |
| 1963 | BRP (Lotus, BRP)           | MON Ki | BEL Ki | NED 4  | FRA 9  | GBR Ki | GER Ki | ITA 4  | USA    | MEX    | RSA    | 9.       | 6    |
| 1964 | BRP (Lotus, BRP)           | MON Ni | NED    | BEL 10 | FRA Ki | GBR 10 | GER    | AUT 5  | ITA 5  | USA Ki | MEX 12 | 14.      | 4    |
| 1965 | Reg Parnell Racing (Lotus) | RSA    | MON    | BEL 13 | FRA Ki | GBR Ki | NED 10 | GER    | ITA 9  | USA Ki | MEX Ni | Hn       | 0    |
| 1966 | Bernard White Racing (BRM) | MON    | BEL    | FRA    | GBR    | NED    | GER    | ITA    | USA Ki | MEX Ki |        | Hn       | 0    |

## Fordítás
- Ez a szócikk részben vagy egészben  az   Innes Ireland című angol Wikipédia-szócikk fordításán alapul.  Az eredeti cikk szerkesztőit annak laptörténete sorolja fel. Ez a jelzés csupán a megfogalmazás eredetét és a szerzői jogokat jelzi, nem szolgál a cikkben szereplő információk forrásmegjelöléseként.

## Külső hivatkozások
- Profilja a grandprix.com honlapon (angolul)
- Profilja a statsf1.com honlapon (angolul)